# Jane Collins
Jane Maria Collins (Pontefract, 17 febbraio 1972) è una politica britannica, membro del Partito per l'Indipendenza del Regno Unito ed europarlamentare nella VIII legislatura.

## Biografia
Jane Collins proviene da una famiglia di minatori dello Yorkshire. Ha avuto il primo approccio con l'UKIP come sua coordinatrice regionale, lavorando con l'eurodeputato Godfrey Bloom. Nelle elezioni del 2010, si è candidata alla Camera dei comuni nella circoscrizione di Scunthorpe (4,6%). In seguito si è candidata alle elezioni suppletive due volte: nel 2011 nella circoscrizione di Barnsley Central (12,2%) e nel 2012 nella circoscrizione di Rotherham (24,8%). Nel primo caso, è stata la prima candidata del suo partito a classificarsi seconda nelle elezioni parlamentari all'interno della circoscrizione. Nel secondo caso, ha conseguito il più alto risultato in termini di percentuale individuale per un candidato UKIP in qualsiasi circoscrizione del Regno Unito (è stata il primo membro del partito a superare il 20%). Nel 2013, ha ottenuto il primo posto in una delle liste regionali alle elezioni europee del 2014. Con le elezioni che hanno avuto luogo 22 maggio 2014, è stata eletta europarlamentare per l'ottava legislatura. Nel 2019 è entrata a far parte della nuova formazione politica del Brexit Party.